# Сан Луис
 Тази статия е за града в Аризона, САЩ.  За града в Аржентина вижте Сан Луис (Аржентина).  
Сан Луис (на английски: San Luis) е град в окръг Юма, щата Аризона, САЩ. Сан Луис е с население от 23 810 жители (2007) и обща площ от 68,5 km². Намира се на 40 m надморска височина. ЗИП кодът му е 85349, а телефонният му код е 928.